# Luthern
Luthern es una comuna suiza del cantón de Lucerna, situada en el distrito de Willisau. Limita al norte con la comuna de Ufhusen, al este con Willisau y Hergiswil bei Willisau, al sur con Trub (BE), y al oeste con Sumiswald (BE) y Eriswil (BE).

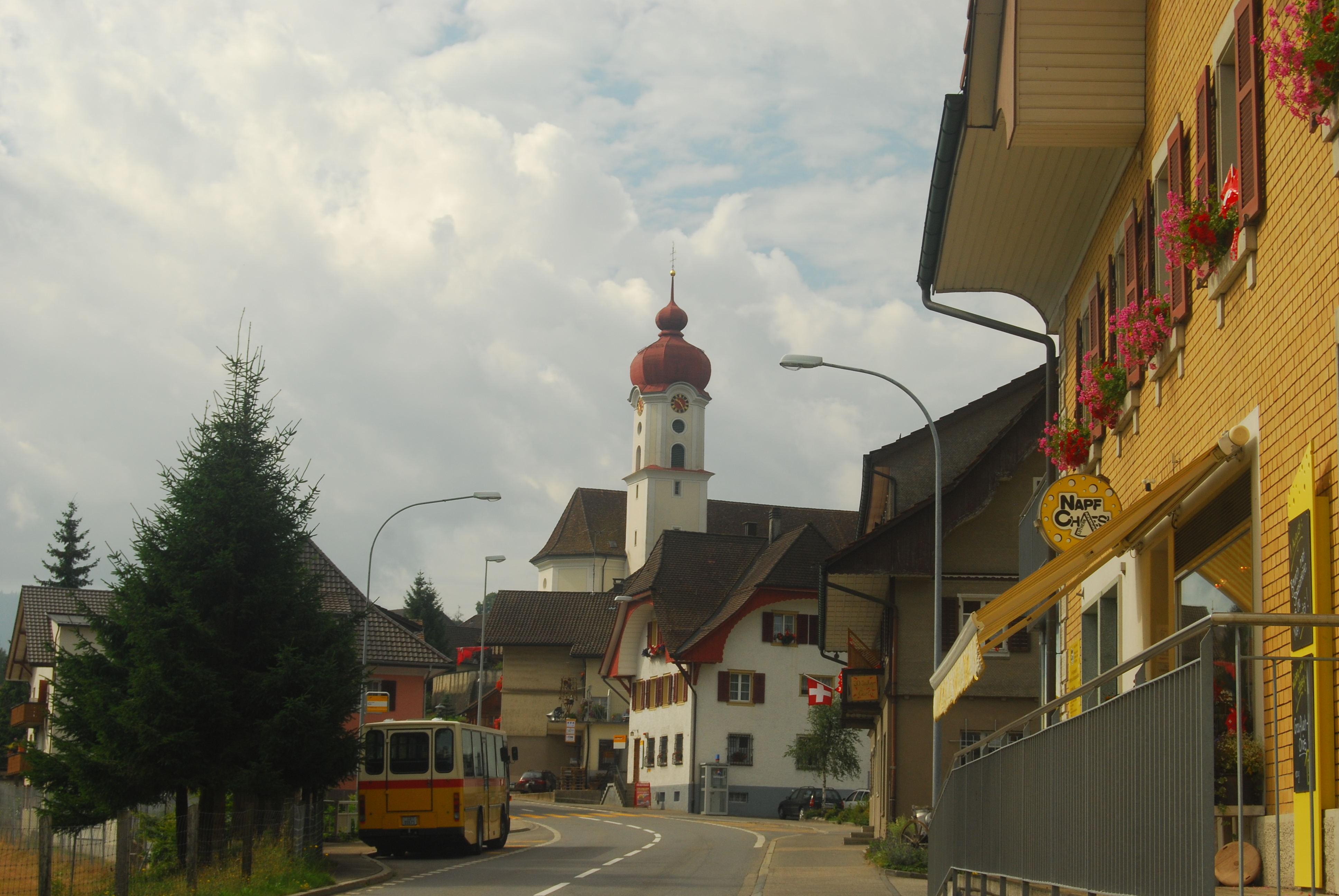
Luthern